# Franc Kafol
Franc Kafol, slovenski sadjarski strokovnjak, * 3. december 1892, Čepovan, † 7. december 1964, Ljubljana.

## Življenje in delo
Franc Kafol, v nekaterih virih tudi Franjo Kafol izhaja iz številne družine, ki je dala več pomembnih ljudi. Ljudsko šolo je obiskoval v rojstnem kraju, slovensko gimnazijo pa v Gorici. Od tam ga je pot vodila v avstrijski Klosternebourg kjer je končal Višjo vinarsko-sadjarko šolo. Med 1. svetovno vojno je služboval v Dalmaciji in Črni gori po vojni pa je bil strokovni učitelj na kmetijski šoli na Grmu pri Novem mestu kjer se je izkazal kot odličen pedagog. Nato ga je Kmetijska družba za Slovenijo izvolila za glavnega tajnika in odgovornega urednika glasila Kmetovalec. Kasneje je bil imenovan za banovinskega inšpektorja in svetnika Dravske banovine. Po smrti čebelarja in sadjarja Martina Humka je bil izvoljen za predsednika Sadjarskega in vinogradniškega društva Slovenije ter glavnega urednika glasila Sadjar. Po kočani 2. svetovni vojni pa je postal strokovni sodelavec uprave za sadjarstvo in vinogradništvo pri Ministrstvu za kmetijstvo Ljudske republike Slovenije. Manj znano pa je, da si je Kofol prizadeval tudi za izboljšanje in sloves dolenjskega Cvička). Objavil je več poljudnih in strokovnih člankov ter  odmevno publikacijo Sadjarstvo. Kratek pouk za mladino in praktično sadjarjenje z 81 slikami in preglednico najvažnejših sadnih vrst (Tiskarna J. Blatnika, Ljubljana 1927). Njegova bibliografija obsega 16 zapisov.

## Izbrana bibliografija
- Zatiranje oidija ali prave trtne plesni (COBISS)
- Češnja in višnja : sodobno pridelovanje (COBISS)